# Winston (Oregon)
Winston és una població dels Estats Units a l'estat d'Oregon. Segons el cens del 2006 tenia 5.490 habitants.

## Demografia
Segons el cens del 2000, Winston tenia 4.613 habitants, 1.753 habitatges, i 1.269 famílies. La densitat de població era de 832,3 habitants per km².
Dels 1.753 habitatges en un 37,6% hi vivien nens de menys de 18 anys, en un 52,6% hi vivien parelles casades, en un 15,2% dones solteres, i en un 27,6% no eren unitats familiars. En el 21,8% dels habitatges hi vivien persones soles el 9,8% de les quals corresponia a persones de 65 anys o més que vivien soles. El nombre mitjà de persones vivint en cada habitatge era de 2,61 i el nombre mitjà de persones que vivien en cada família era de 2,99.
Per edats la població es repartia de la següent manera: un 28,8% tenia menys de 18 anys, un 9,9% entre 18 i 24, un 26,6% entre 25 i 44, un 20,5% de 45 a 60 i un 14,2% 65 anys o més.
L'edat mediana era de 34 anys. Per cada 100 dones de 18 o més anys hi havia 87,3 homes.
La renda mediana per habitatge era de 28.939$ i la renda mediana per família de 36.006$. Els homes tenien una renda mediana de 30.909$ mentre que les dones 18.555$. La renda per capita de la població era de 13.299$. Aproximadament el 13,7% de les famílies i el 16,9% de la població estaven per davall del llindar de pobresa.

## Poblacions més properes
El següent diagrama mostra les poblacions més properes.